# Pir Thnu
Pir Thnu es una comuna (khum) del distrito de Snuol, en la provincia de Kratié, Camboya. En marzo de 2008 tenía una población estimada de 10 673 habitantes.
Se encuentra ubicada al este del país, cerca de la orilla del río Mekong y de la frontera con Vietnam.